# 世纪文景
北京世纪文景文化传播有限责任公司（简称世纪文景），是一家中国大陆的图书发行公司。

## 概况
- 2002年成立，为上海世纪出版集团子公司[1]。

- 出版方向以社科类图书为主，文学方面则主要引进海外作品[1]。

- 曾先后获得京极夏彦《京极堂系列》（《百鬼夜行系列》）[2]和托尔金《魔戒》系列[3]简体中文版代理权。

- 发行有评论杂志《文景》[4]。

- 合作出版社为上海人民出版社。

## 关联作品

### 虚构作品
- 京极堂系列（京极夏彦）
- 魔戒系列（托尔金）
- 有顶天家族（森见登美彦）

### 漫画
- 昭和元禄落语心中（云田晴子）
- 大奥（吉永史）
- 蓝色巨星（石塚真一）
- 环与周（吉永史）